# Alboleptonia
Alboleptonia Largent & R.G. Benedict – nieistniejący rodzaj grzybów z rodziny dzwonkówkowatych (Entolomaceae). W Polsce dotąd zanotowano jeden gatunek – Alboleptonia sericella.
W edycji Index Fungorum w 2022 r. takson ten został uznany za synonim rodzaju Entoloma (dzwonkówka).

## Systematyka i nazewnictwo
Pozycja w klasyfikacji: Entolomataceae, Agaricales, Agaricomycetidae, Agaricomycetes, Agaricomycotina, Basidiomycota, Fungi (według Index Fungorum).
Rodzaj utworzono przez wyłączenie niektórych gatunków zaliczanych dawniej do rodzaju Entoloma (dzwonkówka)

## Gatunki
- Alboleptonia adnatifolia (Murrill) Largent & R.G. Benedict 1970
- Alboleptonia angustospora Largent, Aime & T.W. Henkel 2011
- Alboleptonia cystidiosa Largent & Aime 2011
- Alboleptonia infundibuliforma Largent 1994
- Alboleptonia minima Largent & T.W. Henkel 2011
- Alboleptonia ochracea Largent & R.G. Benedict 1970
- Alboleptonia rubellotincta Largent & Watling 1986
- Alboleptonia sericella (Fr.) Largent & R.G. Benedict 1970
- Alboleptonia stylophora (Berk. & Broome) Pegler 1977

Wykaz gatunków (nazwy naukowe) na podstawie Index Fungorum.